# Denys Łukaszow
Denys Iwanowycz Łukaszow (ukr. Денис Іванович Лукашов; ur. 30 kwietnia 1989 w Doniecku) – ukraiński koszykarz, reprezentant kraju, występujący na pozycji rozgrywającego.

## Osiągnięcia
Stan na 14 kwietnia 2022, na podstawie, o ile nie zaznaczono inaczej.

### Drużynowe
- Mistrz:
  - Ukrainy (2011, 2021)
  - ukraińskiej Higher League (2006)
- Brąz ligi VTB (2009)
- Zdobywca:
  - pucharu:
    - Litwy (2016)
    - Ukrainy (2015)

  - Superpucharu Ukrainy (2022)
- Finalista Pucharu Ukrainy (2009, 2010)

### Indywidualne
- Uczestnik meczu gwiazd ligi ukraińskiej (2009, 2010, 2011, 2020)
- Lider ligi ukraińskiej w asystach (2020)
- Finalista konkursu Skills Challenge ligi ukraińskiej (2009)

### Reprezentacja
Seniorska
- Uczestnik:
  - mistrzostw Europy (2011 – 17. miejsce, 2015 – 22. miejsce, 2017 – 15. miejsce)
  - kwalifikacji:
  - do Eurobasketu (2009, 2011, 2017, 2020)
  - europejskich do mistrzostw świata (2017 – 16. miejsce, 2021)

Młodzieżowe
- Mistrz Europy U–16 dywizji B (2004)
- Wicemistrz Europy U–18 dywizji B (2007)
- Uczestnik mistrzostw Europy:
  - U–20 (2008 – 8. miejsce, 2009 – 12. miejsce)
  - U–16 (2005 – 5. miejsce)
  - dywizji B:
    - U–20 (2006 – 7. miejsce)